# Filip Dienstbier
Filip Dienstbier (* 1969 Praha) je český právník, bývalý proděkan Právnické fakulty Univerzity Palackého v Olomouci a soudce Nejvyššího správního soudu v Brně.
Je bratrancem sociálnědemokratického politika Jiřího Dienstbiera.

## Život
Vystudoval Právnickou fakultu Univerzity Karlovy v Praze a také obor Zahradní a krajinářská tvorba na Mendelově univerzitě v Brně. Titul Ph.D. získal v roce 2006 v oboru práva životního prostředí na Právnické fakultě Masarykovy univerzity v Brně (disertační práce Ekonomické nástroje ochrany životního prostředí – otázky právní). Už od roku 2001 působí v akademické sféře – byl asistentem na katedře správního práva a správní vědy Právnické fakulty Univerzity Palackého v Olomouci, později se stal jejím vedoucím a mezi roky 2004 - 2014 i proděkanem celé fakulty. Odborně se zajímá především o právo životního prostředí, územní plánování, stavební právo a památkovou péči. Hojně publikuje, autorsky se podílel na řadě monografií a učebnic, je členem redakční rady časopisu České právo životního prostředí a různých odborných společností zaměřených na správní právo.
Dienstbier je také činný v právní praxi, byl asistentem soudce Nejvyššího správního soudu Václava Novotného a ústavního soudce Vladimíra Sládečka. Je členem Legislativní rady vlády a rozkladové, výkladové a legislativní komise Ministerstva životního prostředí. V roce 2013 byl jedním z kandidátů Senátu na zástupce Veřejného ochránce práv, přál si jej i tehdejší ombudsman Pavel Varvařovský, místo něj byl ale nakonec zvolen poslanec Stanislav Křeček. 15. srpna 2014 byl jmenován soudcem Nejvyššího správního soudu.